# Friedrich Herrmann (Politiker, 1892)
Friedrich Herrmann (* 25. Dezember 1892 in Neureut; † 23. November 1954 ebenda) war ein deutscher Politiker (WBWB, FDP/DVP).

## Leben
Herrmann besuchte die Volksschule und die Oberrealschule und war anschließend als Landwirt tätig. Ab 1928 engagierte er sich im Württembergischen Bauernverband und gehörte als Vertreter der Bauern und Weingärtner von 1928 bis 1932 dem württembergischen Landtag an.
Nach dem Zweiten Weltkrieg schloss sich Herrmann der DVP an, die später der baden-württembergische Landesverband der FDP wurde, und war ab 1946 Abgeordneter in der Verfassunggebenden Landesversammlung und im Landtag von Württemberg-Baden sowie ab 1952 bis zu seinem Tod im Landtag von Baden-Württemberg. Der württemberg-badische Landtag wählte ihn 1949 zum Mitglied der ersten Bundesversammlung 1949. Ministerpräsident Reinhold Maier holte ihn 1951 in sein Kabinett als Minister für Ernährung, Landwirtschaft, Weinbau und Forsten. Dieses Amt führte er auch 1952 im neu gebildeten Land Baden-Württemberg fort. Im Oktober 1953 musste Herrmann sein Amt jedoch krankheitsbedingt zugunsten des CDU-Politikers Eugen Leibfried aufgeben.
Herrmann starb bereits ein Jahr später, kurz vor Vollendung seines 62. Lebensjahres in seinem Geburtsort Neureut. Seine Nachfolgerin als Abgeordnete im Landtag wurde Anna Hartnagel.